# 小米平板
小米平板（Xiaomi Pad）是中国科技公司小米集团旗下的平板电脑系列品牌，于2014年5月15日发布首款产品。
小米平板被小米科技及上市之后的小米集团定位为其旗下大屏智能移动终端，重视其游戏、轻度办公以及观看视频等场景的使用体验。在2019年发布第四代产品后，小米平板产品线曾被小米集团暂时搁置。2021年，小米集团重启了小米平板产品线，并于8月10日推出第五代产品。目前，小米平板电脑产品定价区间为1999元至3499元人民币，市场取向以已拥有小米智能设备，并寻求介于手机与PC之间的“第三屏幕”用户为主。

## 发展历程

### 2013 - 2015年：三年两代产品，辗转打开市场
早在2012年2月，便有媒体曝光小米意图谋划平板电脑品类，但随后被小米科技CEO雷军否认，并表示小米暂时不会进军平板电脑市场，相关评论也认为这样做更为明智。2013年8月，台湾媒体报道称小米平板已通过富士康测试，并且最早将于16日上市，并将继续小米先前的低价策略，为小米电视做铺垫。但随着小米电视于2013年9月5日发布，小米是否会推出平板电脑产品再度成谜。
2014年5月15日，小米平板在北京国家会议中心与小米电视第二代一同发布。与之前外界主要猜测的千元以下低价不同，小米平板定价为1499元起，而64GB版本则达到了1699元起。这一款平板电脑采用了英伟达提供的图睿K1芯片，搭载了由手机端MIUI移植而来的MIUI for Pad固件，是小米第二款采用英伟达芯片的移动设备。小米平板上采用的磨砂多彩聚碳酸酯后壳设计后来也被小米旗下的手机产品线所采用，并使用在小米4i、小米4c、红米2系列及红米Note 2。
2015年11月24日，小米推出了搭载英特尔凌动处理器的小米平板2 。小米平板2沿袭了初代小米平板的屏幕大小及屏幕分辨率，但由于英特尔凌动处理器的价格较为低廉，这一带的起售价由上一代的1499元降至999元，64GB版本也仅有1299元。由于正值小米与微软公司的合作蜜月期，小米为小米平板2提供了预置Windows 10的版本，并且支持用户在其64GB版本上自行安装Windows 10。但由于小米平板2仅提供2GB的RAM，而Windows版小米平板2所搭载的Windows 10为64位版本，仅满足了微软公布的64位Windows 10最低内存要求，加上集成显卡过弱，致使这一代小米平板在部分使用场景中表现不尽人意。

### 2016年 - 2020年：错过最佳发展时机，研发动力逐渐丧失
2016年，小米手机的出货量及市场占有率由于公司错误决策及关键零部件产能低下而直线下滑，小米科技高层考虑到手机为小米科技最核心的产品线，遂选择优先挽救其手机产品时值的窘境，同时放缓了新款平板电脑的研发进程。2016年5月10日，小米推出了新的手机产品线—小米Max。这一手机产品线依托相较传统手机更大的屏幕以及相较传统平板电脑更健全的软件生态，成为一款介于手机与平板电脑之间的成功的跨界产品。两个月后的7月27日，小米推出了小米笔记本电脑，重点聚焦于12-14英寸的小尺寸之上。而笔记本电脑由于较强的性能以及更适合搭配桌面操作系统使用等特性，致使小米平板2的潜在用户逐渐转向了小米笔记本。2016年，小米没有新款平板电脑发布。
2017年3月21日，美国苹果公司发布第五代iPad，起售价来到3000元人民币以内。由于iOS平台相较Android平台拥有软件生态优势，为新款小米平板电脑蒙上了一层阴影。距第二代小米平板发布时隔一年多的2017年4月5日，小米最终低调上架了小米平板的第三代产品小米平板3 。这一代的小米平板不再支持Windows 10，处理器选用则回归了ARM架构，搭载了联发科MT8176处理器。除内存存储略有升级之外，其他参数均无太大亮点，但定价却与初代小米平板相同。低调的宣传、无亮点的参数配置以及缺乏竞争力的价格使得这一代的小米平板反响平平。
2018年6月24日，小米推出了小米平板的第四代产品小米平板4。这一代的小米平板搭载了曾在小米Note 3、小米6X上采用的高通骁龙660处理器，支持了2D人脸识别，并首次加入了支持蜂窝网络的LTE版本。8月14日，小米又推出了小米平板4的大屏版本小米平板4 Plus，使用了与前者相同的处理器，并添加了对指纹识别的支持。此两款平板改为与常规Android平板相同的16:10比例，宣传卖点上也更着重对中低负载游戏以及观剧等场景的宣传，而不再着重提及其办公及生产能力。相对于当时中国国内已初具规模的华为多屏协同生态，小米平板的产品力几近完全丧失。
2020年1月10日，小米MIUI团队宣布放弃对小米平板4系列的系统维护，至此为止，小米所有平板电脑产品均不再支持系统及软件的维护。

### 2021年至今：平板电脑产品线重启

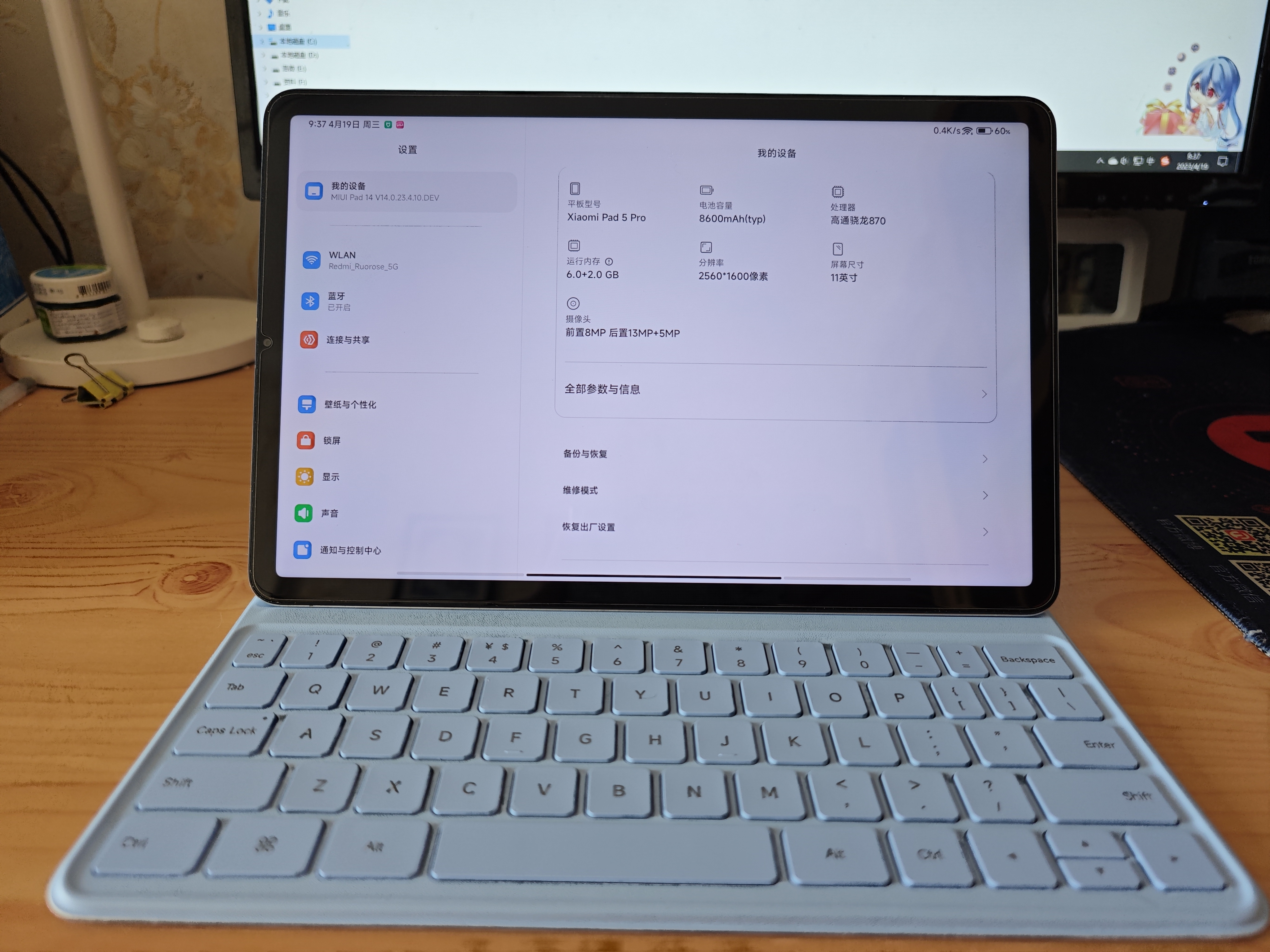
小米平板5 Pro及其键盘配件

2020年1月，2019冠状病毒病开始在全球肆虐，由于迟迟无法复课，各所学校纷纷开办网络授课，致使大量学生购入平板电脑收看网络课程。小米集团注意到这一新兴需求，决定重启平板电脑产品线。2021年2月7日，小米集团CEO雷军在与米粉代表的闭门交流会议中正式确认了平板电脑产品线的重启计划，并称将为其带来更多新的元素。8月10日，距上一代产品时隔三年，小米在2021雷军年度演讲中发布了小米平板5系列。这一代产品搭载了骁龙860和骁龙870两款高端芯片，支持了触控笔和键盘输入，采用了已在手机端大量采用的高刷新率显示技术以及最高67W功率的快速充电技术，并在新一代MIUI for Pad操作系统中添加了兼容手机端应用的内容显示策略，售价则由前代的1099元起大幅提高至1999元起。小米平板电脑正式由中低端大屏移动终端转变为中高端多功能内容处理终端。
2022年8月11日，小米在雷军年度演讲发布会中发布了小米平板5 Pro的12.4英寸版本，标志着小米首次涉足大尺寸平板电脑领域。其沿用了小米平板5 Pro的骁龙870处理器，相机装饰板区域改为与小米12系列手机相同的设计，同时根据大尺寸平板的特点，取消了小米平板5 Pro上搭载的指纹识别功能，并将USB传输协议由2.0升级为3.1，存储容量最大的销售版本达到4199元人民币。
2023年4月18日，小米在2023春季发布会上发布了小米平板6系列，实现了平板电脑产品线重启之后的首次迭代。小米平板6系列同样具有标准版和Pro两个版本，其中标准版继续搭载高通骁龙870处理器，小米平板6 Pro则搭载高通骁龙8+（第一代）处理器，维持了前代16:10比例屏幕的同时，分辨率由2560*1600升级到2880*1800，数据传输协议升级到USB3.2 Gen1，售价则大体维持前代价格不变。小米还随小米平板6系列推出了新一代的触控书写笔、触控键盘保护盖以及非触控键盘保护盖，其中键盘保护盖与平板本体的连接由侧边触点改为背板触点，从而可支持多角度的俯仰调节。
2024年2月22日，小米在小米14 Ultra暨“人车家全生态”新品发布会发布了小米平板6S Pro，号称小米史上最强平板。小米平板6S Pro整体采用全金属机身，延续小米平板6系列设计，后摄模组采用小米14系列的风格。小米平板6S Pro搭载第二代骁龙8处理器，配备12.4英寸屏幕。支持120W快充，存储容量最大的销售版本达到4499元人民币。

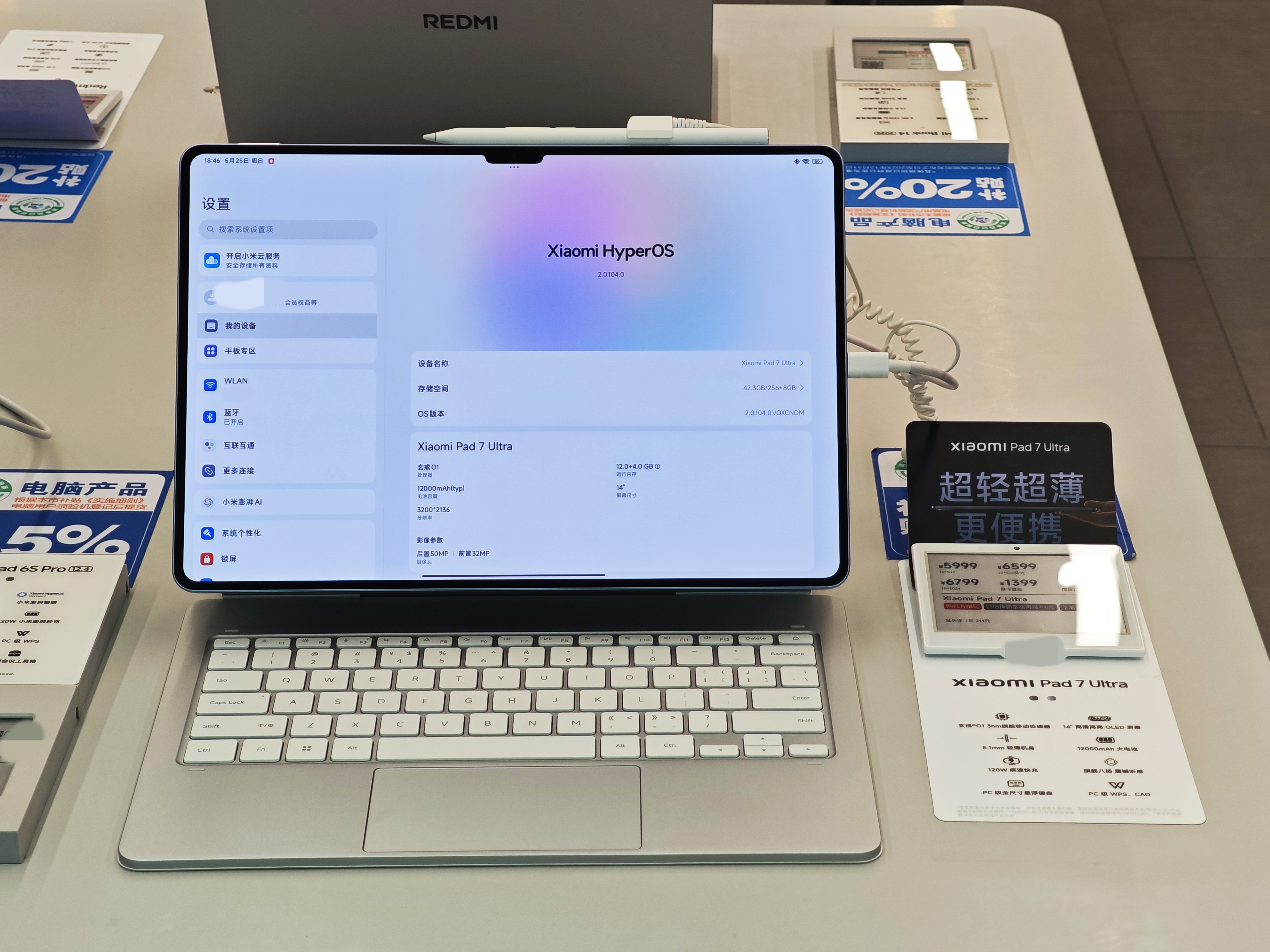
小米平板7 Ultra 及其触控笔、悬浮键盘配件（小米之家样机）

2025年5月22日，在小米15周年战略发布会上，小米平板7 Ultra正式发布。该平板是小米首款Ultra平板，搭载自研玄戒O1芯片，采用14英寸3.2K分辨率OLED屏幕，拥有5.1mm超薄机身与609g轻盈重量，支持120W快充及12000mAh大容量电池，起售价5699元，标志着小米在高端平板市场的进一步深耕，为用户带来高性能与便携性兼具的体验。

## 产品列表
以下是小米自2014年5月15日发布第一款小米平板电脑开始以來发布的所有平板电脑产品列表，按照产品迭代分类和发布时间排序。
| 型号            | 版本         | 发布日期   | SoC型号                        | 屏幕规格                                         | 存储                            | 相机参数                                        | 机身                    | 安全识别                    | 售价                                                                                        | 参考资料      |
| --------------- | ------------ | ---------- | ------------------------------ | ------------------------------------------------ | ------------------------------- | ----------------------------------------------- | ----------------------- | --------------------------- | ------------------------------------------------------------------------------------------- | ------------- |
| 小米平板        | 标准版       | 2014-05-15 | 英伟达图睿K1 （T124）          | 7.9英寸 2048*1536分辨率 GFF全贴合LCD屏           | 2GB RAM 16/64GB ROM             | 500万像素前置镜头 800万像素后置镜头             | 一体式聚碳酸酯塑料机身  | PIN                         | 1499（2GB/16GB） 1699（2GB/64GB）                                                           | [ 13 ]        |
| 小米平板2       | 标准版       | 2015-11-24 | 英特尔凌动X5 Z8500             | 7.9英寸 2048*1536分辨率 GFF全贴合LCD屏           | 2GB RAM 16/64GB ROM             | 500万像素前置镜头 800万像素后置镜头             | 全金属一体化机身        | PIN                         | 999（2GB/16GB） 1299（2GB/64GB）                                                            | [ 14 ] [ 15 ] |
| 小米平板2       | Windows版    | 2015-11-24 | 英特尔凌动X5 Z8500             | 7.9英寸 2048*1536分辨率 GFF全贴合LCD屏           | 2GB RAM 64GB ROM                | 500万像素前置镜头 800万像素后置镜头             | 全金属一体化机身        | PIN                         | 1299                                                                                        | [ 14 ] [ 15 ] |
| 小米平板3       | 标准版       | 2017-04-05 | 联发科MT8176                   | 7.9英寸 2048*1536分辨率 GFF全贴合LCD屏           | 4GB RAM 64GB ROM                | 500万像素前置镜头 1300万像素后置镜头            | 全金属一体化机身        | PIN                         | 1499                                                                                        | [ 16 ]        |
| 小米平板4       | WiFi版       | 2018-06-24 | 高通骁龙660 （SDM660）         | 8.0英寸16:10比例 1920*1200分辨率 GFF全贴合LCD屏  | 3/4GB RAM 32/64GB ROM           | 500万像素前置镜头 1300万像素后置镜头            | 全金属一体化机身        | PIN AI人脸识别              | 1099（3GB/32GB） 1399（4GB/64GB）                                                           | [ 17 ]        |
| 小米平板4       | 4G LTE版     | 2018-06-24 | 高通骁龙660 （SDM660）         | 8.0英寸16:10比例 1920*1200分辨率 GFF全贴合LCD屏  | 4GB RAM 64GB ROM                | 500万像素前置镜头 1300万像素后置镜头            | 全金属一体化机身        | PIN AI人脸识别              | 1499                                                                                        | [ 17 ]        |
| 小米平板4 Plus  | 标准版       | 2018-08-14 | 高通骁龙660 （SDM660）         | 10.1英寸16:10比例 1920*1200分辨率 GFF全贴合LCD屏 | 4GB RAM 64/128GB ROM            | 500万像素前置镜头 1300万像素后置镜头            | 全金属一体化机身        | PIN 前置指纹识别 AI人脸识别 | 1899（4GB/64GB） 2099（4GB/128GB）                                                          | [ 18 ]        |
| 小米平板5       | 标准版       | 2021-08-10 | 高通骁龙860 （SM8150-AC）      | 11英寸16:10比例 2560*1600分辨率 OGS全贴合LCD屏   | 6GB RAM 128/256GB ROM           | 800万像素前置镜头 1300万像素后置镜头            | 磨砂塑料后盖 铝合金中框 | PIN AI人脸识别              | 1999（6GB/128GB） 2299（6GB/256GB）                                                         | [ 8 ]         |
| 小米平板5       | 标准版       | 2022-04-26 | 高通骁龙860 （SM8150-AC）      | 11英寸16:10比例 2560*1600分辨率 OGS全贴合LCD屏   | 8GB RAM 256GB ROM               | 800万像素前置镜头 1300万像素后置镜头            | 磨砂塑料后盖 铝合金中框 | PIN AI人脸识别              | 2599                                                                                        | [ 19 ]        |
| 小米平板5       | 标准版       | 2022-09-27 | 高通骁龙860 （SM8150-AC）      | 11英寸16:10比例 2560*1600分辨率 OGS全贴合LCD屏   | 8GB RAM 128GB ROM               | 800万像素前置镜头 1300万像素后置镜头            | 磨砂塑料后盖 铝合金中框 | PIN AI人脸识别              | 2299                                                                                        | [ 20 ]        |
| 小米平板5 Pro   | 标准版（4G） | 2021-08-10 | 高通骁龙870 （SM8250-AC）      | 11英寸16:10比例 2560*1600分辨率 OGS全贴合LCD屏   | 6GB RAM 128/256GB ROM           | 800万像素前置镜头 1300万+500万像素后置双摄镜头  | 磨砂塑料后盖 铝合金中框 | PIN 侧边指纹识别 AI人脸识别 | 2499（6GB/128GB） 2799（6GB/256GB）                                                         | [ 8 ]         |
| 小米平板5 Pro   | 标准版（4G） | 2021-12-28 | 高通骁龙870 （SM8250-AC）      | 11英寸16:10比例 2560*1600分辨率 OGS全贴合LCD屏   | 8GB RAM 256GB ROM               | 800万像素前置镜头 1300万+500万像素后置双摄镜头  | 磨砂塑料后盖 铝合金中框 | PIN 侧边指纹识别 AI人脸识别 | 3099                                                                                        | [ 21 ]        |
| 小米平板5 Pro   | 标准版（4G） | 2022-09-27 | 高通骁龙870 （SM8250-AC）      | 11英寸16:10比例 2560*1600分辨率 OGS全贴合LCD屏   | 8GB RAM 128GB ROM               | 800万像素前置镜头 1300万+500万像素后置双摄镜头  | 磨砂塑料后盖 铝合金中框 | PIN 侧边指纹识别 AI人脸识别 | 2799                                                                                        | [ 20 ]        |
| 小米平板5 Pro   | 标准版（5G） | 2021-08-10 | 高通骁龙870 （SM8250-AC）      | 11英寸16:10比例 2560*1600分辨率 OGS全贴合LCD屏   | 8GB RAM 256GB ROM               | 800万像素前置镜头 5000万+500万像素后置双摄镜头  | 磨砂塑料后盖 铝合金中框 | PIN 侧边指纹识别 AI人脸识别 | 3499                                                                                        | [ 8 ]         |
| 小米平板5 Pro   | 12.4英寸版   | 2022-08-11 | 高通骁龙870 （SM8250-AC）      | 12.4英寸16:10比例 2560*1600分辨率 OGS全贴合LCD屏 | 6/8/12GB RAM 128/256/512GB ROM  | 2000万像素前置镜头 5000万+200万像素后置双摄镜头 | 全金属一体化机身        | PIN AI人脸识别              | 2999（6GB/128GB） 3499（8GB/256GB） 4199（12GB/512GB）                                      | [ 22 ]        |
| 小米平板5 Pro   | 12.4英寸版   | 2022-09-06 | 高通骁龙870 （SM8250-AC）      | 12.4英寸16:10比例 2560*1600分辨率 OGS全贴合LCD屏 | 8GB RAM 128GB ROM               | 2000万像素前置镜头 5000万+200万像素后置双摄镜头 | 全金属一体化机身        | PIN AI人脸识别              | 2999                                                                                        | [ 9 ]         |
| 小米平板6       | 标准版       | 2023-04-18 | 高通骁龙870 （SM8250-AC）      | 11英寸16:10比例 2880*1800分辨率 OGS全贴合LCD屏   | 6/8GB RAM 128/256GB ROM         | 800万像素前置镜头 1300万像素后置镜头            | 全金属一体化机身        | PIN AI人脸识别              | 1999（6GB/128GB） 2099（8GB/128GB） 2399（8GB/256GB）                                       | [ 10 ]        |
| 小米平板6 Pro   | 标准版       | 2023-04-18 | 高通骁龙8+ Gen 1 （SM8475）    | 11英寸16:10比例 2880*1800分辨率 OGS全贴合LCD屏   | 8/12GB RAM 128/256/512GB ROM    | 2000万像素前置镜头 5000万+200万像素后置双摄镜头 | 全金属一体化机身        | PIN 侧边指纹识别 AI人脸识别 | 2499（8GB/128GB） 2799（8GB/256GB） 3099（12GB/256GB） 3399（12GB/512GB）                   | [ 10 ]        |
| 小米平板6 Max   | 标准版       | 2023-08-14 | 高通骁龙8+ Gen 1 （SM8475）    | 14英寸16:10比例 2880*1800分辨率 OGS全贴合LCD屏   | 8/12/16GB RAM 256/512GB/1TB ROM | 2000万像素前置镜头 5000万+200万像素后置双摄镜头 | 全金属一体化机身        | PIN 侧边指纹识别 AI人脸识别 | 3799（8GB/256GB） 3999（12GB/256GB） 4399（12GB/512GB） 4799（16GB/1TB）                    | [ 23 ]        |
| 小米平板6S Pro  | 标准版       | 2024-02-22 | 高通骁龙8 Gen 2 （SM8550-AB）  | 12.4英寸3:2比例 3048*2032分辨率 OGS全贴合LCD屏   | 8/12/16GB RAM 256/512GB/1TB ROM | 3200万像素前置镜头 5000万+200万像素后置双摄镜头 | 全金属一体化机身        | PIN 侧边指纹识别 AI人脸识别 | 3299（8GB/256GB） 3599（12GB/256GB） 3999（12GB/512GB） 4499（16GB/1TB）                    | [ 24 ]        |
| 小米平板6S Pro  | 标准版       | 2024-05-20 | 高通骁龙8 Gen 2 （SM8550-AB）  | 12.4英寸3:2比例 3048*2032分辨率 OGS全贴合LCD屏   | 8GB RAM 128GB ROM               | 3200万像素前置镜头 5000万+200万像素后置双摄镜头 | 全金属一体化机身        | PIN 侧边指纹识别 AI人脸识别 | 2999                                                                                        | [ 25 ]        |
| 小米平板7       | 标准版       | 2024-10-29 | 高通骁龙7+ Gen 3 （SM7675-AB） | 11.2英寸3:2比例 3200*2136分辨率 OGS全贴合LCD屏   | 8/12GB RAM 128/256GB ROM        | 800万像素前置镜头 1300万像素后置镜头            | 全金属一体化机身        | PIN AI人脸识别              | 1999（8GB/128GB） 2299（8GB/256GB） 2599（12GB/256GB）                                      | [ 26 ]        |
| 小米平板7       | 柔光版       | 2024-10-29 | 高通骁龙7+ Gen 3 （SM7675-AB） | 11.2英寸3:2比例 3200*2136分辨率 OGS全贴合LCD屏   | 8/12GB RAM 256GB ROM            | 800万像素前置镜头 1300万像素后置镜头            | 全金属一体化机身        | PIN AI人脸识别              | 2499（8GB/256GB） 2799（12GB/256GB）                                                        | [ 26 ]        |
| 小米平板7 Pro   | 标准版       | 2024-10-29 | 高通骁龙8s Gen 3 （SM8645）    | 11.2英寸3:2比例 3200*2136分辨率 OGS全贴合LCD屏   | 8/12GB RAM 128/256/512GB ROM    | 3200万像素前置镜头 5000万像素后置镜头           | 全金属一体化机身        | PIN 侧边指纹识别 AI人脸识别 | 2499（8GB/128GB） 2799（8GB/256GB） 3099（12GB/256GB） 3499（12GB/512GB）                   | [ 26 ]        |
| 小米平板7 Pro   | 柔光版       | 2024-10-29 | 高通骁龙8s Gen 3 （SM8645）    | 11.2英寸3:2比例 3200*2136分辨率 OGS全贴合LCD屏   | 8/12GB RAM 256/512GB ROM        | 3200万像素前置镜头 5000万像素后置镜头           | 全金属一体化机身        | PIN 侧边指纹识别 AI人脸识别 | 2999（8GB/256GB） 3299（12GB/256GB） 3699（12GB/512GB）                                     | [ 26 ]        |
| 小米平板7 Ultra | 标准版       | 2025-05-22 | 玄戒O1 （3.7GHz） （V10100A）  | 14英寸3:2比例 3200*2136分辨率 OGS全贴合OLED屏    | 12/16GB RAM 256/512GB/1TB ROM   | 3200万像素前置镜头 5000万像素后置镜头           | 全金属一体化机身        | PIN 侧边指纹识别 AI人脸识别 | 5699（12GB/256GB） 5999（12GB/512GB） 6799（16GB/1TB）                                      | [ 27 ]        |
| 小米平板7 Ultra | 柔光版       | 2025-05-22 | 玄戒O1 （3.7GHz） （V10100A）  | 14英寸3:2比例 3200*2136分辨率 OGS全贴合OLED屏    | 12/16GB RAM 512GB/1TB ROM       | 3200万像素前置镜头 5000万像素后置镜头           | 全金属一体化机身        | PIN 侧边指纹识别 AI人脸识别 | 6599（12GB/512GB） 7399（16GB/1TB）                                                         | [ 27 ]        |
| 小米平板7S Pro  | 标准版       | 2025-06-26 | 玄戒O1 （3.4GHz）              | 12.5英寸3:2比例 3200*2136分辨率 OGS全贴合LCD屏   | 8/12/16GB RAM 256/512GB/1TB ROM | 3200万像素前置镜头 5000万像素后置镜头           | 全金属一体化机身        | PIN 侧边指纹识别 AI人脸识别 | 3299（8GB/256GB） 3599（12GB/256GB） 3899（12GB/512GB） 4099（16GB/512GB） 4499（16GB/1TB） | [ 28 ]        |
| 小米平板7S Pro  | 柔光版       | 2025-06-26 | 玄戒O1 （3.4GHz）              | 12.5英寸3:2比例 3200*2136分辨率 OGS全贴合LCD屏   | 12/16GB RAM 512GB/1TB ROM       | 3200万像素前置镜头 5000万像素后置镜头           | 全金属一体化机身        | PIN 侧边指纹识别 AI人脸识别 | 4099（12GB/512GB） 4299（16GB/512GB） 4699（16GB/1TB）                                      | [ 28 ]        |

## 软件
小米平板5之前的各款小米平板采用与小米手机相同的MIUI系统。其中，小米平板4及小米平板4Plus针对平板尺寸特点，对部分系统应用进行了分栏设计，但对于第三方APP，MIUI并无相应的适配算法，使得部分软件存在显示异常、无法翻转屏幕、黑屏甚至死机等异常状况。自小米平板5系列起，小米平板开始对于第三方APP开始采用适配算法进行显示适配，自MIUI 13起，小米对小米平板推出了专门的MIUI版本，即MIUI Pad。